# Beständer (Jagdrecht)
Beständer ist eine lokale Bezeichnung in Hessen und dem Mittelrheingebiet für den Pächter eines Jagdreviers. Dieser Begriff ersetzt den nicht mehr zeitgemäßen Begriff Jagdherr. Damit ist in Anlehnung an das Jagdrecht der Jagdausübungsberechtigte gemäß § 3 Bundesjagdgesetz gemeint. Dieser ist der Eigentümer, Besitzer oder Pächter eines Jagdreviers.

## Eigenjagd
In einem Eigenjagdbezirk besitzt der Grundeigentümer das Jagdrecht und das Jagdausübungsrecht. Das Jagdausübungsrecht kann er selbst ausüben, sofern er einen Jagdschein besitzt. An seine Stelle tritt der Jagdpächter, wenn ihm die Nutzung des Eigenjagdbezirkes erteilt wird.

## Gemeinschaftlicher Jagdbezirk
In einem Gemeinschaftlichen Jagdbezirk sind die Eigentümer der zum Jagdbezirk gehörenden Grundflächen einer Gemeinde, die nicht zu einem Eigenjagdbezirk gehören, als Jagdgenossen zwangsweise Mitglieder der Jagdgenossenschaft. Sie sind somit, falls sie das Jagdausübungsrecht in eigener Regie ausüben, gemeinschaftlich die Jagdausübungsberechtigten. In der Regel verpachten sie das Jagdausübungsrecht an einen oder mehrere Jagdscheinbesitzer.